# Cyrtodactylus sworderi
Cyrtodactylus sworderi este o specie de șopârle din genul Cyrtodactylus, familia Gekkonidae, ordinul Squamata, descrisă de Worthington George Smith în anul 1925. Conform Catalogue of Life specia Cyrtodactylus sworderi nu are subspecii cunoscute.